# レイ・マンシーニ
レイ・マンシーニ（Ray Mancini、1961年3月4日 - ）は、アメリカ合衆国の男性プロボクサー。イタリア系アメリカ人。オハイオ州ヤングスタウン出身。身長164cm。元WBA世界ライト級王者。激しい戦闘スタイルから、旋風を表す「ブーンブーン Boom Boom」のニックネームを持つ。
本名はレイモンド・マイケル・マンシーノ（Raymond Michael Mancino）。

## 来歴
1979年10月18日、プロデビュー。
1981年3月12日、19戦目でNABF北米ライト級王座を獲得。7月19日、のちのWBC世界ライト級王者ホセ・ルイス・ラミレスに12回判定勝ちし、初防衛に成功した。
1981年10月3日、21戦目でWBC世界ライト級王者アレクシス・アルゲリョに挑戦し、14回KO負けで世界王座の獲得に失敗するとともにキャリア初黒星となった。
1982年5月8日、24戦目でWBA世界ライト級王者アルツロ・フリアスに挑戦し、1回KO勝ちで世界王座を獲得した。
1982年7月24日、防衛戦でエルネスト・エスパーニャと対戦し、6回KO勝ちで初防衛に成功した。
1982年11月13日、防衛戦で金得九と対戦し、14回KO勝ちで2度目の防衛に成功した。金は試合後のリング上で意識を失い、病院に搬送されたが、4日後の11月17日に死去した。このリング禍により世界タイトル戦が15ラウンド制から12ラウンド制へ短縮されるきっかけとなった。
1984年1月14日、防衛戦でボビー・チャコンと対戦し、3回TKO勝ちで4度目の防衛に成功した。
1984年6月1日、5度目の防衛戦でリビングストン・ブランブルと対戦し、14回TKO負けで王座から陥落した。
1985年2月16日、王者リビングストン・ブランブルと再戦し、15回判定負けで王座返り咲きならず。
1989年3月6日、4年ぶりの復帰戦となったWBO世界ジュニアウェルター級王座決定戦でヘクター・カマチョと対戦し、12回判定負けで2階級制覇ならず。
1992年4月3日、3年ぶりの復帰戦となったNABF北米ジュニアウェルター級王座決定戦でグレグ・ホーゲンと対戦し、7回TKO負け。この試合を最後に引退した。

## 獲得タイトル
- WBA世界ライト級王座（防衛4）